# Anthonyita
La anthonyita es un mineral haluro secundario de cobre hidratado que posee la fórmula química Cu(OH,Cl)2•3(H2O). Fue descubierto en 1963 en la mina de Centennial, localizada en el Condado de Houghton, Míchigan, Estados Unidos, por el profesor de mineralogía John Williams Anthony, por lo cual le dio su nombre.
Este mineral posee color lavanda, un sistema cristalino monoclínico y una dureza 2 en la escala de Mohs. Se produce como una alteración del cobre nativo en basalto en las fracturas y cavidades por la circulación de cloro en las aguas subterráneas.
Aparte de ser encontrado en su localidad tipo, está presente en la mina Cole y mina Christmas (Arizona, Estados Unidos), en Villa Hermosa (Sonora, México), en Lavrio (Grecia) y en Richelsdorf (Alemania).